# Gottsfeld (Adelsgeschlecht)

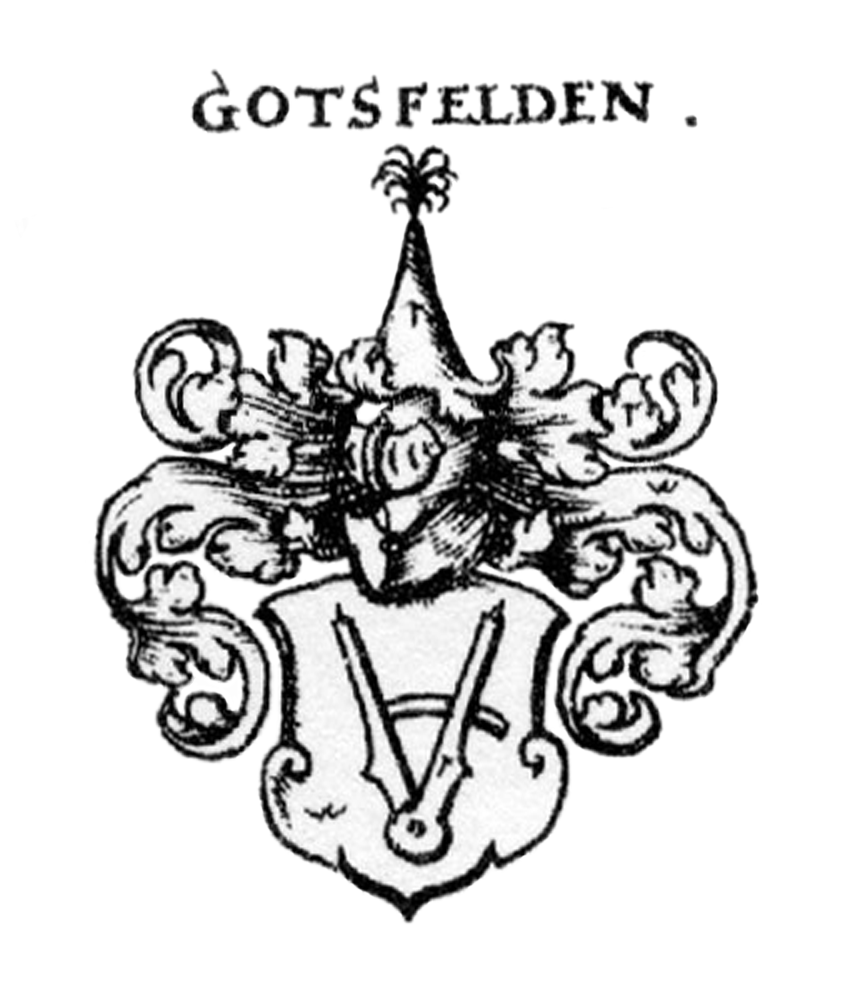
Wappen im Siebmacher

Gottsfeld ist der Name eines fränkischen Ortsadelsgeschlechtes.
Der Name Gottsfeld variiert als Gotsfeld, Gotzfeldt oder Gotzfeld. Die Familie hat ihren Ursprung im gleichnamigen Gottsfeld mit Schloss Gottsfeld. Der Einfluss der Familie erstreckte sich auf die nähere Umgebung, darunter die Burg Oberailsfeld. Als Teil der reichsfreien Ritterschaften war die Familie im Ritterkanton Gebürg organisiert. Der Genealoge Johann Gottfried Biedermann nennt an Stelle eines Stammbaums eine Aufreihung von Familienmitgliedern, die überwiegend geistliche Ämter versahen, darunter als Klosterfrauen im Kloster Himmelkron und Kloster Birkenfeld oder als Domherren von Bamberg, Eichstätt und Regensburg. Belehnungen erfolgten über das Hochstift Würzburg und das Markgraftum Bayreuth-Kulmbach.
Das Wappen ist ein roter, nach oben geöffneter Zirkel auf silbernem Grund. Die Helmdecken sind rot und silber. In der Helmzier wiederholt sich das Schildmotiv, in der erweiterten Darstellung in Siebmachers Wappenbuch ist als Helmzier ein Spitzhut mit Bausch dargestellt.